# Gregorio Aichinger
Gregorio Aichinger (en alemán: Gregor Aichinger) (Ratisbona, 1564 - Augsburgo, 21 de febrero de 1628) fue un compositor y sacerdote católico alemán de música sacra. 

## Biografía
Se dice que es el creador del canto gregoriano. Es probable que naciera en Ratisbona, pero otras fuentes lo datan en 1565.
Fue uno de los primeros alemanes en recibir educación musical italiana junto con Hans Leo Hassler. Fue alumno de Andrea Gabrieli pero también recibió educación de Orlando di Lasso. Desde 1590 habría sido organista del patricio Jacobo Fugger en Augsburgo. Visitó Roma en 1599. Su desarrollo musical tuvo la gran influencia de la escuela veneciana, especialmente por Gabrielli. En 1601 o en tiempos cercanos a ese año, regresó a Augsburgo y estuvo de nuevo al servicio de Fugger. Tras la muerte de su padre dejó la música.
La mayor parte de sus obras son música religiosa, entre las que se encuentran sus Sacrae cantiones (Canciones sacras), y sus Canzonette spirituali (cancioncillas espirituales), misas y Lieder espirituales. Destacan sus publicaciones:
- "Liturgica, sive Sacra Officia ad omnes dies festos Magnae Dei Matris", (en Augsburgo, en el año1603);
- "Sacrae Cantiones", for four, five, six, eight, and ten voices (en Venecia, en el año1590);
- "Tricinia Mariana" (Innsbruck, 1598); "Fasciculus Sacr. Harmoniarum" (en Dillingen, en el año1606).

(GREGOR AICHINGER (1560-1628)

Organista y compositor de música sacra, nació muy probablemente en Rastisbona en el año 1565. Fue un sacerdote al menos en la parte postrera de su vida. Lego de escribió algunos poemas de corte narrativo y otros libros lírica.
Notas